# 笑パーティー
笑パーティーは1980年代に活動したコミックバンド、コントトリオ。表記が「笑・パーティー」（中に点が入る）だったこともある。

## メンバー
- ばんきんや（東京都出身、1952年- ）　リーダー、ギター担当。

コミックバンド「チロリン5」元メンバー。
- 松元ヒロ（まつもと ひろ　鹿児島県出身、1952年10月19日 - ）　ベース担当。

元パントマイマー。師匠はヨネヤマ・ママコ。
- 石倉チョッキ（いしくら ちょっき　本名石倉直樹、愛知県出身、1957年8月26日 - ）　ドラム担当。

桑沢デザイン研究所卒業。
- 杉浦正士（すぎうら まさひろ　本名同じ、東京都出身、1947年 - ）　構成、演出。舞台には登場しない影のメンバー[1]。

元ダ・カーポマネージャー。ヨネヤマ・ママコに師事。彼らが所属したドゥー企画の社長。

## 概要
1982年に結成。ばんきんや、松元ヒロ、石倉チョッキの3人によるコミックバンドや、コントが主体。特に松元ヒロのパントマイムは評判が高かった。六本木のショーパブ「バナナパワー」等で活動。杉浦正士は構成や演出を担当していた。
1983年に『お笑いスター誕生!!』へ出場。4週勝ち抜き、銅賞を獲得する。その後、オープントーナメントサバイバルシリーズでは上位進出の常連として活躍。第4回には優勝し、賞金100万円を獲得した。第2、3、6回でも決勝に進出している。
1988年に「キャラバン」、「ジョージボーイズ」とともに社会風刺コントグループの「ザ・ニュースペーパー」を結成したため、自然消滅した。後に3人はいずれも「ザ・ニュースペーパー」を退団している。
ばんきんやはコミックバンド「バンバンG」のリーダーとして活動する一方、2000年、東京都目黒区にミュージックライブハウス「バンバンG」を開いていたが、2009年に閉店した。
松元ヒロはピン芸人として活動。
石倉チョッキは「石倉直樹」名義でピン芸人として活動する。すわ親治、松崎菊也と政治風刺ライブ＆冗談音楽「はだかの王様」を年4回公演していたが、2012年4月に終了した。また、2002年にはすわ親治と「浦安ナイトクラブ」を結成し活動していた。
杉浦正士はトリック・スター社の代表として「ザ・ニュースペーパー」の舞台構成、演出担当として活動。2008年に代表を降り、替え歌シンガー杉笑太郎と名前を変えてデビュー、その後コウタとのデュオでも活動した。

## 受賞歴
- 1984年　『お笑いスター誕生』第4回オープントーナメントサバイバルシリーズ優勝
- 1986年　第1回NHK新人演芸コンクール ＜演芸部門＞優秀賞[2]

## レコード
- 「雨の丸の内」（1987年、ポリドール）